# Unione Sportiva Imperia 1971-1972
Questa pagina raccoglie le informazioni riguardanti l'Unione Sportiva Imperia nelle competizioni ufficiali della stagione 1971-1972.

## Stagione
Nella Stagione 1971-1972 l'Imperia disputa il girone A del campionato di Serie C, ottiene 27 punti e si piazza in ultima posizione con la Pro Patria, retrocedendo in Serie D, retrocede anche il Treviso con 32 punti per differenza reti peggiore rispetto alla Pro Vercelli. Il torneo è stato vinto dal Lecco con 51 punti che sale in Serie B.
La stagione nerazzurra inizia con il cambio di presidenza, il nuovo responsabile della squadra ligure è Dino Sciolli. Come allenatore dopo la salvezza della stagione scorsa, viene confermato Luigi Bodi, dal mercato arrivano pochi movimenti, il centrocampista Francesco Radio cresciuo nelle giovanili, e in arrivo dal Novara l'attaccante Pier Luigi Gabetto. In campionato l'Imperia parte male, a metà dicembre dopo la sconfitta di Savona (2-0), viene sollevato dall'incarico l'allenatore, sostituito da Giovan Battista Luciano, ma la musica non cambia e ad inizio di febbraio dopo la sconfitta di Verbania (2-0) viene chiamato al capezzale della squadra Luigi Bonizzoni, anche l'esperienza del nuovo timoniere non riesce però a salvare la categoria, risultano decisivi gli ultimi tre scontri diretti del torneo persi con Pro Vercelli, Treviso e Piacenza. Così l'Imperia dopo due stagioni tra i professionisti, torna mestamente in Serie D. Anche in questa amara stagione il miglior realizzatore nerazzurro è stato Emiliano Giordano autore di 10 reti.

## Rosa
| N. |                   | Ruolo | Calciatore        |
| -- | ----------------- | ----- | ----------------- |
|    | Italia (bandiera) | C     | Giacomo Alessio   |
|    | Italia (bandiera) | D     | Antonio Benedetto |
|    | Italia (bandiera) | P     | Remo Bianchi      |
|    | Italia (bandiera) | A     | Nilo Bini         |
|    | Italia (bandiera) | A     | Roberto Bisio     |
|    | Italia (bandiera) | A     | Roberto Boido     |
|    | Italia (bandiera) | A     | Bruno Borfiga     |
|    | Italia (bandiera) | C     | Luigi Bosca       |
|    | Italia (bandiera) | A     | Battista Brignole |
|    | Italia (bandiera) | A     | Ermes Chiari      |
|    | Italia (bandiera) | C     | Roberto Cicognini |
|    | Italia (bandiera) | D     | Ivano De Maria    |

| N. |                   | Ruolo | Calciatore          |
| -- | ----------------- | ----- | ------------------- |
|    | Italia (bandiera) | A     | Mario Dubourgel     |
|    | Italia (bandiera) | A     | Pier Luigi Gabetto  |
|    | Italia (bandiera) | A     | Emiliano Giordano   |
|    | Italia (bandiera) | A     | Roberto Malcontenti |
|    | Italia (bandiera) | D     | Carmelo Mesiano     |
|    | Italia (bandiera) | C     | Piero Natta         |
|    | Italia (bandiera) | A     | Adriano Pisano      |
|    | Italia (bandiera) | D     | Franco Pischedda    |
|    | Italia (bandiera) | C     | Francesco Radio     |
|    | Italia (bandiera) | A     | Giancarlo Ronco     |
|    | Italia (bandiera) | D     | Salvatore Sassu     |
|    | Italia (bandiera) | A     | Umberto Settiminio  |

## Risultati

### Serie C girone A

#### Girone di andata
| Arbitro: | Chiapponi (Livorno) |

|                                                   |           |                 |
| Zambianchi 24’, 26’ Lorenzetti 44’ Mantellato 78’ | Marcatori | 73’ (rig.) Bini |

| Imperia 19 settembre 1971 2ª giornata | Imperia             | 0 – 0 | Verbania | Stadio Nino Ciccione\| Arbitro: \| Medeghini (Brescia) \| |
| Arbitro:                              | Medeghini (Brescia) |       |          |                                                           |

| Arbitro: | Mascia (Milano) |

|                          |           |  |
| Lombardi 60’, 75’ (rig.) | Marcatori |  |

| Arbitro: | Albertini (Torino) |

|                            |           |                                    |
| Gabetto 3’ E. Giordano 57’ | Marcatori | 4’ Bellotto 32’ Foglia 68’ Geremia |

| Arbitro: | Iseppi (San Donà di Piave) |

|                             |           |  |
| Gabetto 32’ E. Giordano 70’ | Marcatori |  |

| Arbitro: | Tempio (Catania) |

|                 |           |  |
| Cappelletti 63’ | Marcatori |  |

| Arbitro: | F. Lattanzi (Macerata) |

|                 |           |  |
| E. Giordano 73’ | Marcatori |  |

| Arbitro: | Broglia (Milano) |

|                       |           |  |
| Bellinazzi 51’ (rig.) | Marcatori |  |

| Arbitro: | Barboni (Firenze) |

|            |           |               |
| Gabetto 4’ | Marcatori | 26’ Guarnieri |

| Arbitro: | Bonassi (Milano) |

|              |           |  |
| Beltrami 90’ | Marcatori |  |

| Arbitro: | Monforte (Palermo) |

|                 |           |  |
| E. Giordano 58’ | Marcatori |  |

| Arbitro: | Chiapponi (Livorno) |

|                                       |           |             |
| Alessio 24’ (aut.) Boscolo 50’ (rig.) | Marcatori | 72’ Gabetto |

| Imperia 5 dicembre 1971 13ª giornata | Imperia             | 0 – 0 | Trento | Stadio Nino Ciccione\| Arbitro: \| Tabanelli (Ravenna) \| |
| Arbitro:                             | Tabanelli (Ravenna) |       |        |                                                           |

| Arbitro: | Fuschi (Pescara) |

|                    |           |  |
| Marcolini 26’, 35’ | Marcatori |  |

| Imperia 19 dicembre 1971 15ª giornata | Imperia          | 0 – 0 | Pro Patria | Stadio Nino Ciccione\| Arbitro: \| Baciucchi (Roma) \| |
| Arbitro:                              | Baciucchi (Roma) |       |            |                                                        |

| Arbitro: | Crista (Livorno) |

|                                            |           |             |
| Chinellato 36’ (rig.) Marchi 51’ Goffi 78’ | Marcatori | 90’ Gabetto |

| Arbitro: | Benedetti (Roma) |

|                 |           |           |
| E. Giordano 34’ | Marcatori | 89’ Dezio |

| Arbitro: | Ciulli (Roma) |

|                  |           |           |
| Boido 55’ (aut.) | Marcatori | 56’ Boido |

| Arbitro: | Del Fiandra (Massa (italia)) |

|                            |           |                  |
| Pisano 70’ E. Giordano 75’ | Marcatori | 40’ (aut.) Sassu |

#### Girone di ritorno
| Arbitro: | Pesciarelli (Roma) |

|  |           |               |
|  | Marcatori | 22’ Sassaroli |

| Arbitro: | Cesari (Bologna) |

|                        |           |  |
| Fusaro 10’ Calloni 26’ | Marcatori |  |

| Arbitro: | Ciacci (Firenze) |

|                 |           |           |
| E. Giordano 87’ | Marcatori | 33’ Fazzi |

| Arbitro: | Monforte (Palermo) |

|                                     |           |  |
| Geremia 18’ Bellotto 62’ Foglia 70’ | Marcatori |  |

| Arbitro: | Menicucci (Firenze) |

|               |           |          |
| Novellino 32’ | Marcatori | 5’ Bosca |

| Arbitro: | Frasso (Capua) |

|           |           |  |
| Radio 44’ | Marcatori |  |

| Arbitro: | Vannucchi (Bologna) |

|            |           |  |
| Bordon 61’ | Marcatori |  |

| Arbitro: | Prati (Parma) |

|           |           |                |
| Natta 83’ | Marcatori | 15’ Bellinazzi |

| Arbitro: | Lanzetti (Viterbo) |

|                              |           |             |
| Canella 26’ Grion 71’ (rig.) | Marcatori | 90’ Gabetto |

| Arbitro: | Baldoni (Ancona) |

|           |           |               |
| Bosca 66’ | Marcatori | 52’ Collavini |

| Cremona 23 aprile 1972 30ª giornata | Cremonese              | 0 – 0 | Imperia | Stadio Giovanni Zini\| Arbitro: \| Martinelli (Catanzaro) \| |
| Arbitro:                            | Martinelli (Catanzaro) |       |         |                                                              |

| Arbitro: | Celli (Trieste) |

|               |           |  |
| Cicognini 90’ | Marcatori |  |

| Arbitro: | Benedetti (Roma) |

|  |           |                 |
|  | Marcatori | 55’ E. Giordano |

| Arbitro: | Celli (Trieste) |

|               |           |  |
| Cicognini 90’ | Marcatori |  |

| Arbitro: | Turiano (Reggio Calabria) |

|              |           |                 |
| Gambazza 67’ | Marcatori | 89’ E. Giordano |

| Arbitro: | Serafini (Roma) |

|           |           |                 |
| Boido 80’ | Marcatori | 55’, 86’ Marchi |

| Arbitro: | Bianchi (Firenze) |

|                       |           |             |
| Tonelli 28’, 62’, 89’ | Marcatori | 85’ Gabetto |

| Arbitro: | Busalacchi (Palermo) |

|  |           |                 |
|  | Marcatori | 90’ Belligrandi |

| Arbitro: | Gialluisi (Barletta) |

|                    |           |  |
| Meraviglia 2’, 41’ | Marcatori |  |